# Me Chama de Gato Que Eu Sou Sua
Me Chama De Gato Que Eu Sou Sua é o terceiro álbum de estúdio da cantora e compositora Ana Frango Elétrico, lançado em 20 de outubro de 2023 pelo Selo RISCO no Brasil, Mr Bongo no Reino Unido e Think! no Japão. O álbum apresenta uma fusão de gêneros, incluindo MPB, jazz pop, synth-pop, boogie, lounge e funk, destacando a versatilidade e a criatividade musical de Ana.
O álbum contou com colaborações de diversos músicos e apresenta uma variedade de instrumentos e arranjos, proporcionando uma experiência musical diversificada. Entre os colaboradores estão Dora Morelenbaum, Illy e Sophia Chablau, que contribuem para a diversidade sonora do álbum.
O álbum foi bem recebido pela crítica e pelos fãs, ganhando o prêmio APCA de Disco do Ano e sendo indicado ao Grammy Latino na categoria de Melhor Álbum de Rock/Alternativo em Português. Além disso, foi novamente bem recebida pela crítica nacional e internacional, recebendo outra nota 8 pelo crítico musical estadunidense Anthony Fantano.

## Antecedentes

### Composição
Ana começou a trabalhar no álbum em 2021, durante a pandemia, com a intenção de explorar e expressar sentimentos e entendimentos sobre o amor queer. Durante o processo de criação, Ana esteve imersa no estúdio com os músicos que participaram do disco, sendo resposável pela produção.
O álbum mistura sonoridades dos anos 1970 e 1980, com influências de disco, soul, rock, pop e jazz, sem soar datado. A temática queer permeia as letras, abordando questões ligadas ao não binarismo, aos gêneros e à sexualidade. Ana disse que buscou criar um disco de energia sexual, presente nas letras, melodias, composições e arranjos, sem cair nos clichês do pop mainstream.
Ana Frango Elétrico usa a multiplicidade da banda do disco, com referências estéticas e musicais distintas e pessoais. A cantora menciona que seu processo de composição passou por mudanças, buscando uma certa referência de canção ou de produção musical. Às vezes, a ideia era ir atrás de uma canção mais clássica, enquanto em outras ocasiões, envolvia alguma desconstrução:
“Quis trazer um pouco da minha subjetividade, falar do meu processo, confusão, autoteorias e micromutações. Construções e desconstruções da minha própria imagem, que estão em processo, como um trabalho aberto para qualquer um que quiser acompanhar minha trajetória”

### Gravação
Fainguelernt o conduziu o processo de gravação do álbum de forma experimental, sem ensaios prévios. O trabalho foi realizado em um estúdio na região serrana do Rio de Janeiro, onde Ana e os músicos passaram períodos intensivos de gravação. A cantora contou com a colaboração de músicos como Dora Morelenbaum nos arranjos de cordas e vocal de apoio, Marlon Sette no trombone e nos arranjos de metais, Alberto Continentino no baixo, Marcelo Costa na percussão e Sérgio Machado na bateria, entre outros.

## Lançamento e promoção
O álbum é considerado o mais multifacetado de Ana, mas também o de maior unidade no resultado. Para promover o álbum, Fainguelernt realizou uma série de entrevistas e apresentações ao vivo, incluindo uma turnê pela Europa. A artista também participou de programas de rádio e podcasts, onde discutiu o processo criativo e as influências musicais do álbum.
Além disso, o álbum foi amplamente divulgado nas redes sociais e plataformas de streaming, onde recebeu críticas positivas e foi destacado em várias listas e resenhas. A promoção do álbum também incluiu a venda de edições especiais em vinil e CD, que foram disponibilizadas para os fãs através de lojas online e físicas. Foi bem recebido pela crítica e pelos fãs, recebendo prêmios e indicações importantes em 2023 e 2024.

## Lista de faixas
| Críticas profissionais | Críticas profissionais |
| Pontuações agregadas   | Pontuações agregadas   |
| Fonte                  | Avaliação              |
| ---------------------- | ---------------------- |
| AOTY                   | 80/100                 |
| Avaliações da crítica  |                        |
| Fonte                  | Avaliação              |
| Aquele Tuim            | [ 13 ]                 |
| Pop Fantasma           | 9.0/10                 |
| Backseat Mafia         | 8.9/10                 |
| Audiograma             | 8.0/10                 |

| Lado A |                          |                                          |         |  |
| N.º    | Título                   | Compositor(es)                           | Duração |  |
| 1.     | "Electric Fish"          | Bruno Cosentino Sylvio Fraga Marcio Bulk | 4:12    |  |
| 2.     | "Dela" (com JOCA)        | Ana Frango Elétrico Pedro Amparo JOCA    | 3:51    |  |
| 3.     | "Nuvem Vermelha"         | Ana Frango Elétrico Marina Nemésio       | 3:06    |  |
| 4.     | "Coisa Maluca"           |                                          | 1:33    |  |
| 5.     | "Boy of Stranger Things" | Ana Frango Elétrico Alberto Continentino | 3:00    |  |

| Lado B         |                            |                           |         |  |
| N.º            | Título                     | Compositor(es)            | Duração |  |
| 6.             | "Camelo Azul"              | Vitor Conduru             | 3:54    |  |
| 7.             | "Insista em Mim"           | Ana Frango Elétrico       | 3:32    |  |
| 8.             | "Let's Go To Before Again" | Ana Frango Elétrico       | 2:31    |  |
| 9.             | "Debaixo do Pano"          | Sophia Chablau            | 2:42    |  |
| 10.            | "Dr. Sabe Tudo"            | Rubinho Jacobina Jonas Sá | 3:03    |  |
| Duração total: | Duração total:             | Duração total:            | 31:29   |  |

## Créditos
Todo o processo de elaboração de Me Chama de Gato Que Eu Sou Sua atribui os seguintes créditos:
Locais
- Gravação e mixagem: Estúdio Galpão (Rio de Janeiro)
- Masterização: Rafael Marques

Gestão e produção
- Mixagem: Martin Scian
- Masterização Digital e CD: Martin Scian
- Masterização Vinil: Angelo Wolf
- Preparação Vocal: Paola Pagnosi
- Produção Executiva: Santiago Perlingeiro
- Engenheiros de Gravação: Pepe Monnerat, Braulio Passos, Ana Frango Elétrico, Vovô Bebê, Angelo Wolf, Kayan Guter, Conrado Kempers, Eduardo Manso, Ivo Costa, Luigi Tedesco, Guido Pera
- Assistentes de Engenharia: Felipe Duriez, Thomas Jagoda, Bruno Di Lullo, Luís Fernando F. Marques, Theo Albertino, Beatriz Tannure
- Fotografia: Hick Duarte
- Produção: Roger Luz
- Styling: Hick Duarte e Camila de Alexandre
- Beleza: Camila de Alexandre
- Assistência de Fotografia: Gael Oliveira e Gabi Matos
- Direção Criativa: Ana Frango Elétrico e Hick Duarte

CD
- Design Gráfico: Maria Cau Levy
- Fotos: Hick Duarte
- Ilustração do Tigre: Fernanda Massoti
- Processamento de Imagem do Tigre: Marcelo Guarnieri

Vinil
- Design Gráfico: Maria Cau Levy
- Fotos: Hick Duarte
- Ilustração da Capa: Fernanda Massoti
- Ilustrações Internas: Ana Frango Elétrico
- Padrão: Maria Cau Levy
- Processamento de Imagens: Marcelo Guarnieri

Zine
- Direção de Arte: Ana Frango Elétrico e Maria Cau Levy
- Layout: Maria Cau Levy
- Ilustração: Fernanda Massoti (11)
- Padrão: Ana Frango Elétrico (20), Maria Cau Levy (15)
- Processamento de Imagens: Marcelo Guarnieri e Maria Cau Levy

Instrumentação
- Vocais:  Ana Frango Elétrico (A1, A2, A3, A4, A5, B1, B2, B4, B5), JOCA (A2),
- Vocais de apoio: Dora Morelenbaum (A1, A2, A4, A5, B2, B3, B4, B5) e Calu (A1, A2, A4, A5, B2, B3, B4, B5)
- Sintetizadores: Ana Frango Elétrico (B3, B5), Thomás Jagoda (A1, A2, A3, B4) e Lux Ferreira (A1, B5)
- io808: Ana Frango Elétrico (B3, B4)
- Oberheim DMX: Sérgio Machado (A2, A4)
- Guitarra:  Guilherme Lirio (A1, A2, A3, A4, A5, B1, B2, B3, B4, B5)
- Baixo: Alberto Continentino (A1, A2, A3, A5, B2, B5)
- Baixo Acústico: Alberto Continentino (A4, B1)
- Baixo Sintetizado: Alberto Continentino (B3, B4)
- Bateria: Sérgio Machado (A1, A2, A3, A4, B1, B2, B5)
- Violino: Carla Rincon (B1), Luisa de Castro (A3, B2), Ivan Scheinvar (A3, B2), Thiago Teixeira (A3, B2) e Tomaz Soares (A3, B2)
- Violoncelo: Thais Ferreira (A3, B2) e Daniel Silva (A3, B2)
- Viola: Daniel Albuquerque (A3, B2) e Luis Felipe Ferreira (A3, B2)
- Saxofone: Gilberto Pereira (A2, B2, A5, B4, B5) e Jorge Continentino (A5, B4, B5)
- Trombone: Marlon Sette (A1, A2, A5, B2, B4, B5)
- Trompete: Diogo Gomes (A1, A2, A5, B2, B4, B5)
- Clarinete Baixo, Clarinete e Flauta: Aline Gonçalves (B1)
- Flauta: Gilberto Pereira (A2, B2) e Vovô Bebê (B3)
- Glockenspiel: Ana Frango Elétrico (A1)
- Piano Elétrico: Lux Ferreira (A1, B4)
- Piano de Bolso: Guilherme Lirio (A5)
- Rhodes: Ana Frango Elétrico (A3)
- Órgão: Lux Ferreira (B2, A5)
- Percussão: Marcelo Costa (A1, A2, A5, B2, B5), Pablo Carvalho (B3, B4), Rodrigo Maré (B3, B4), Thomas Harres (A2, A4, A5)

## Histórico de lançamento
| País        | Data                  | Formato(s)       | Gravadora         | Ref.   |
| ----------- | --------------------- | ---------------- | ----------------- | ------ |
| Vários      | 20 de outubro de 2023 | Download digital | Selo RISCO        | [ 17 ] |
| Reino Unido | 20 de outubro de 2023 | CD               | Mr Bongo          | [ 18 ] |
| Japão       | 25 de outubro de 2023 | CD               | Think!            | [ 18 ] |
| Brasil      | Fevereiro de 2024     | Vinil            | Noize Record Club | [ 19 ] |

## Prêmios e indicações
| Premiação                               | Ano  | Categoria                                     | Resultado | Ref.   |
| --------------------------------------- | ---- | --------------------------------------------- | --------- | ------ |
| Associação Paulista de Críticos de Arte | 2024 | Disco do Ano                                  | Venceu    | [ 20 ] |
| Grammy Latino                           | 2024 | Melhor Álbum de Rock/Alternativo em Português | Indicado  | [ 21 ] |